# 마리아 미카엘라 데메지에르
마리아 미카엘라 데메지에르(스페인어: María Micaela del Santísimo Sacramento, 1809년 1월 1일 - 1865년 8월 24일)는 스페인의 로마 가톨릭교회 성인이자 성체와 애덕의 시녀회 설립자이다.

## 유년 시절

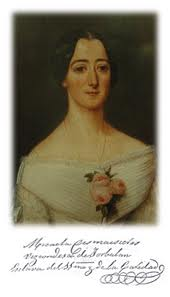
1846년경 마리아 미카엘라의 초상화

마리아 미카엘라 데메지에르 이 로페즈 데 디카스틸로(Micaela Desmaissières y López de Dicastillo)는 1809년 1월 1일 스페인 독립 전쟁 중 마드리드에서 태어났다. 그녀의 부친은 스페인 군대의 장군이었으며, 모친은 스페인의 왕비인 파르마의 마리아 루이사를 모신 시녀였다. 마리아는 어린 시절에 어머니를 여의었다.
마리아 미카엘라는 여느 귀족 딸처럼 좋은 교육을 받으며 부족함 없이 자랐다. 그녀의 가족들은 스페인과 프랑스, 벨기에 왕실과 여러 사회 지도층과 두루 친밀한 관계를 유지했다. 마리아 미카엘라는 어린 시절 대부분을 그녀의 오빠인 스페인 주재 프랑스 대사 디에고와 함께 보냈다. 이 때 궁정 생활을 통해 그녀는 사교계에 발을 들여놓았으며, 춤과 파티, 사회 모임 등에 참가하거나 승마로 대부분의 시간을 보냈다.

## 소명 탐구
수년 간, 마리아 미카엘라는 앞으로 자신이 어떻게 살아야 하는지 고민하며 인생의 진로를 찾고 있었다. 부친으로부터 전사의 기질을 물려받은 그녀는 고귀함과 관대함은 물론 훗날 그녀 인생에 닥치게 될 여러 가지 고난에 대해서도 맞서 싸울 힘과 용기를 갖게 되었다. 또한 마리아 미카엘라는 모친으로부터 섬세하고 연민으로 가득 찬 심성을 물려받아, 병마에 시달리고 도움을 필요로 하는 빈민들에 대한 자선 사업 쪽으로 마음을 두게 되었다. 그래서 그녀는 자선 활동과 귀족 생활을 한동안 계속 병행하였다. 마리아 미카엘라는 또한 성체 조배를 하는데 시간을 많이 할애하였으며, 성체 안에 현존한 그리스도에 대한 사랑이 지극하였다. 이는 나중에 그녀의 활동에 큰 영향을 끼치게 되었다.

## 자선 활동
마리아 미카엘라는 35세가 되었을 때, 고통스러운 현실을 목도하였다. 1844년 그녀는 마드리드에 있는 하느님의 성 요한 병원을 방문했을 때, 한 은행원의 어린 외동딸을 만났다. 그 어린 소녀는 사기를 당해 매춘부가 되었고, 사회적으로도 소외되어 경제적으로 빈곤한 처지에 놓여 있었다. 이 일을 계기로 다른 어려운 처지에 놓인 여성들의 상황을 알게 된 마리아 미카엘라는 그녀들을 돕기 위해 자신이 나서야 한다는 확신을 갖게 되었다. 그녀는 자신의 사회적 신분과 연줄을 통해 곤경에 처한 여성들을 구제하기 위한 보호소를 세우는 일에 착수했다. 보호소는 공식적으로 1845년 4월 21일 개소하였으며, 수많은 젊은 여성이 보호소를 찾아와 도움을 구하였다. 이렇듯 큰 효과가 나타나자, 마리아 미카엘라는 이 일을 지속적으로 해야 할 필요성을 느끼고, 이를 위해 1856년 성체와 애덕의 시녀회를 설립하였다. 성체와 애덕의 시녀회는 1860년 교황 비오 9세로부터 종교 단체로서의 공식 인가를 받았다.
마리아 미카엘라는 콜레라에 감염된 성체와 애덕의 시녀회의 일부 수녀들과 여성들을 간호하다가, 자기 자신도 콜레라에 감염되어 1865년 8월 25일 발렌시아에서 선종하였다.

## 시성
마리아 미카엘라는 1934년 시성되었다.